# Limenitis cottini
Limenitis cottini är en fjärilsart som beskrevs av Charles Oberthür 1884. Limenitis cottini ingår i släktet Limenitis och familjen praktfjärilar. Inga underarter finns listade i Catalogue of Life.